# 한혈마

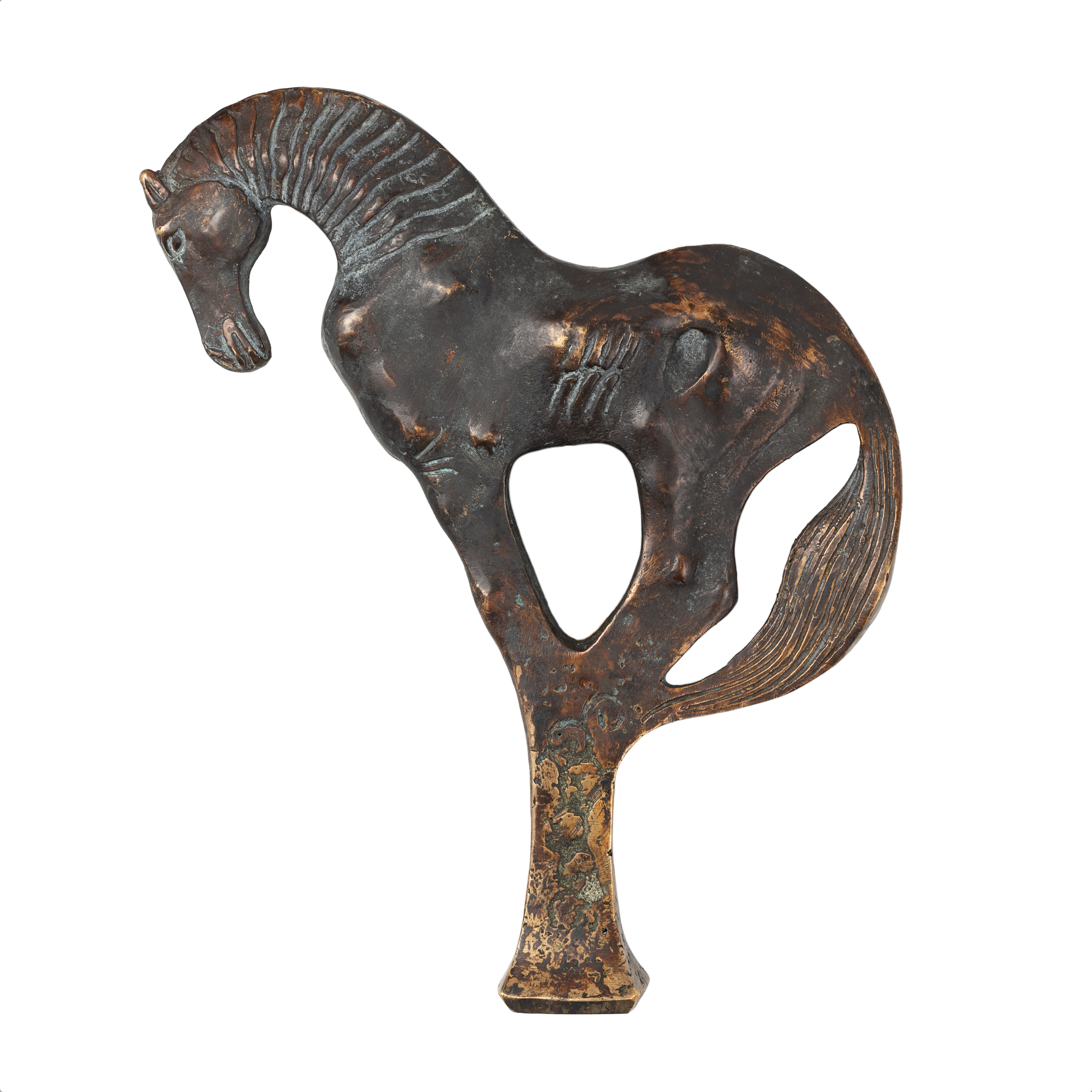
의식용 금도금 청동 장식, 페르가나 말, 기원전 4-1세기로 거슬러 올라가며, 속도와 승리의 V자형 상징이다.

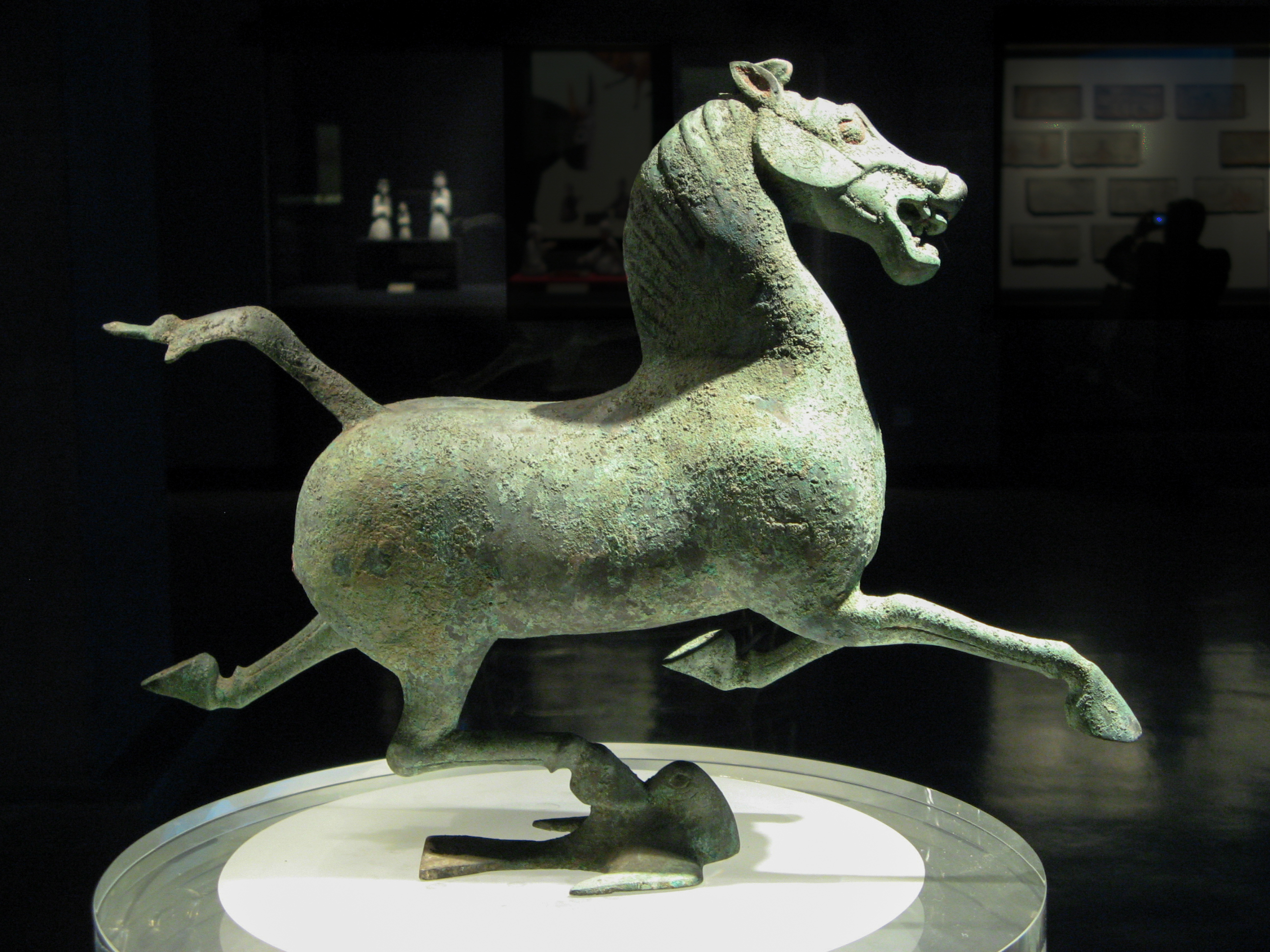

한혈마(汗血馬)는 중국 역사에서 명마라 불리던 말의 한 종류이다. 한혈보마, 대완마 등으로 불렸다.
서역으로 파견되었다가 흉노에 포로로 잡혀 탈출해 돌아온 장건(張騫)의 보고에 의해, 당시 선선이라 불리던 국가에서 하루에 천 리(약 400km)를 달리는 한혈마라는 명마가 있다는 것이 알려졌으며, 한나라는 한혈마를 얻기 위해 선선국에 특사를 파견하지만, 한나라 사신의 오만한 태도에 선선국은 제의를 거절하고 귀향하는 사신을 습격해 참살하고 앞서 한혈마를 사기 위해 보냈던 보물도 빼앗아버렸다. 하지만 장건은 간쑤성으로 이동하여 한혈마를 가져온다.
한혈마의 명성을 찬미하는「서극천마가」(西極天馬歌)가 존재했다고 알려져 있다. 또한 한혈마를 「천마」(天馬)라고 칭찬하였다. 가장 눈에 띄고 신뢰할 수 있는 페르가나 말의 묘사는 스키타이 손잡이이다. 스키타이인들은 이 말을 길러 페르가나 계곡에서 판매했다. 금도금된 청동 장식인 페르가나 말은 기원전 4-1세기로 거슬러 올라가며, 속도와 승리의 V자형 상징이다.
한혈마라는 이름에 대해서는 대개는 「피와 같은 땀을 흘리며 달리는 말」, 즉 말의 털 색깔(혹은 말의 피부에 기생하며 피를 빠는 기생충으로 인한 출혈 또는 피부 자극) 때문에 마치 피와 흡사한 땀을 흘리는 말이라는 뜻으로 한혈마라고 불리게 되었다는 설이 통설로 되어 있다. 말의 피부에 기생하며 피를 빠는 기생충의 경우 그것이 말의 능력을 저하시키는 데에까지는 이르지 않으며, 오히려 기생충에게 피를 빨리는 말은 그 고통 때문에 보통 말이 주행하는 속도나 거리 이상으로 질주하기 때문에, 사람들은 그것을 명마라고 생각하고 한혈마를 명마라고 부르는 데까지 이르렀다는 것이다.

## 문화 속의 한혈마
중국과 한국의 한문학 작품에서 한혈마는 명마의 대명사로 으레 사용된다. 소설 《삼국지연의》(三國志演義)에 등장하는 명마 적토마(赤兎馬)도 이 한혈마의 일종으로 추측된다. 김용의 소설 사조영웅전에서 나오는 곽정의 소홍마가 바로 이 말이다.

## 같이 보기
- 장건
- 적토마
- 천리마
- 제주마